# フィリップ・サンソネッティ

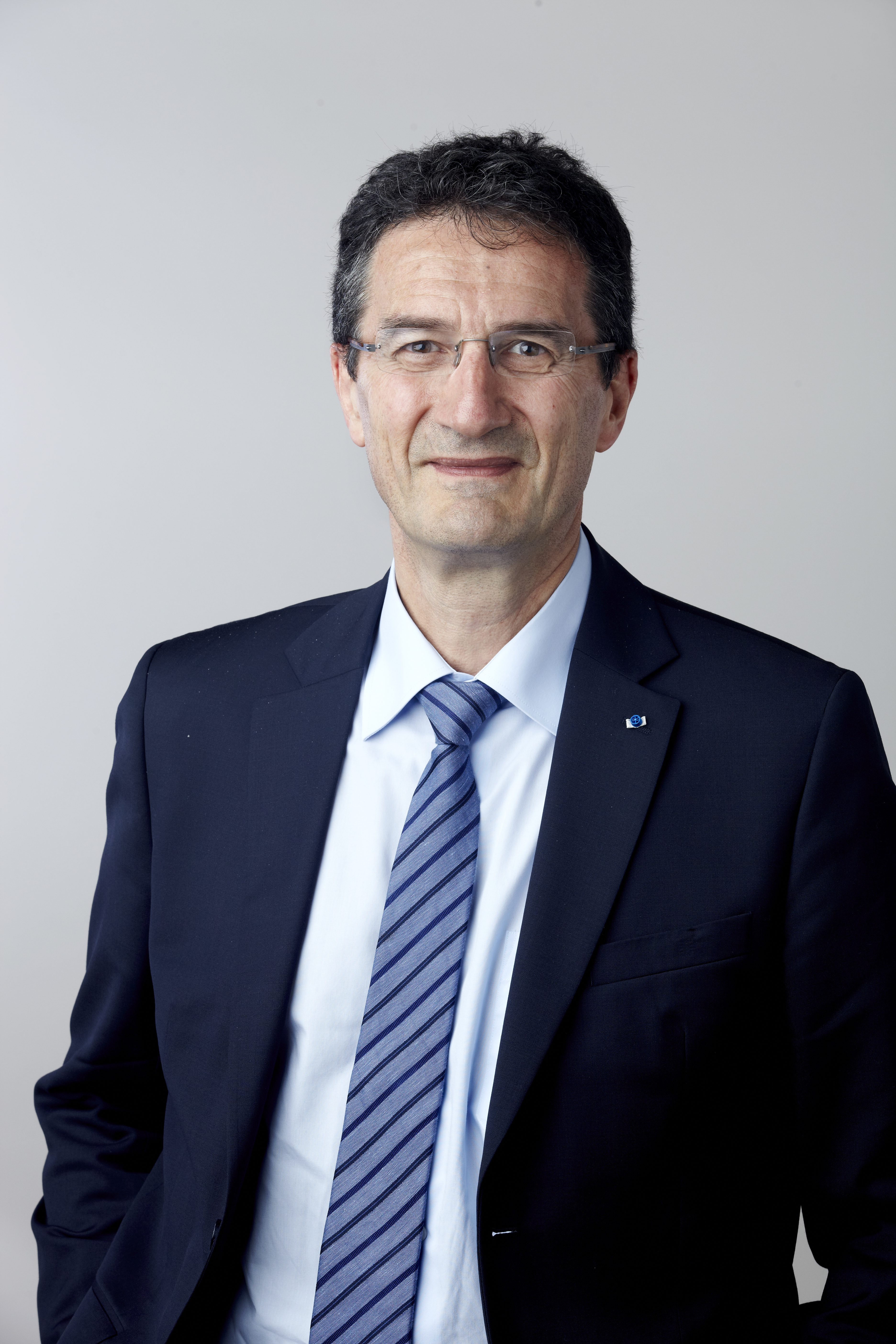
フィリップ・サンソネッティ

フィリップ・サンソネッティ（Philippe J. Sansonetti, 1949年4月9日 - ）は、フランスの微生物学者。パリのパスツール研究所およびコレージュ・ド・フランスの教授。彼はInsermユニット786およびパスツール研究所Pathogenie Microbienne Moleculaireのリーダーを務めている。

## 経歴
INSERM、フランス科学技術省の委員を務め、世界保健機関(WHO)の下痢性疾病のワクチン開発についての委員会ではその議長を務めた。また2008年からは、コレージュ・ド・フランスにて微生物・感染症学の主席教授を務めている。2014年王立協会外国人会員選出。

## 業績
フィリップ・サンソネッティの研究は、主として、赤痢菌（重症の下痢を引き起こすバクテリア）の病因解明に関するものである。彼の仕事は、生物学および医学にまたがり、分子遺伝学・細胞生物学・免疫学の発展、および赤痢菌に対するワクチンの開発に貢献した。サンソネッティ研究室の主な業績は以下のとおり。
- 赤痢菌の病原因子は、上皮細胞へのエントリーに必要なIII型分泌装置をコードする“病原性アイランド”(pathogenicity island)を含むプラスミドによって付与されることを発見。
- 赤痢菌がアポトーシスによってマクロファージを殺傷することの実証。
- 宿主細胞内において赤痢菌がNODタンパク質に認識されること、および赤痢菌のエフェクターが自然免疫および適応免疫をコントロールすることの証明。

彼は、さらに開発途上国で赤痢を引き起こす赤痢菌に対するワクチン開発にも積極的に関わっている。サンソネッティ教授は300以上の科学論文の著者であり、いくつもの科学専門雑誌の編集委員を務め、細胞微生物学の創立者のうちの1人と考えられている。

## 受賞歴
また、科学の彼の業績は以下にあげる多数の賞によっても知ることができる。
- ジャック・モノー賞（分子生物学の分野における優れた研究に送られる）
- ルイ＝ジャンテ医学賞（1994年）
- ロベルト・コッホ賞（1997年）
- FEMS（ヨーロッパ微生物連盟）によるアンドレ・ルヴォフ・メダル

また、科学分野で貢献のあった人物として、ナイト（Knight, フランスにおける叙勲制度）の称号が授与されている。